# Casa Conejo
Casa Conejo es un lugar designado por el censo ubicado en el condado de Ventura en el estado estadounidense de California. En el año 2020 tenía una población de 3.267 habitantes y una densidad poblacional de 2,674.64 personas por km².

## Geografía
Casa Conejo se encuentra ubicado en las coordenadas 34°11′10″N 118°56′41″O / 34.18611, -118.94472. Según la Oficina del Censo, la ciudad tiene un área total de 1,2 km² (0,5 mi²), de la cual 1,2 km² (0,5 mi²) es tierra y 0 km² (0 mi²) 0.00% es agua.

## Demografía
Los ingresos medios por hogar en la localidad eran de $66,120, y los ingresos medios por familia eran $64,345. Los hombres tenían unos ingresos medios de $41,806 frente a los $35,511 para las mujeres. La renta per cápita para la localidad era de $21,896. Alrededor del 3.3% de la población estaban por debajo del umbral de pobreza.